# كأس الاتحاد الإنجليزي 2001–02
كأس الاتحاد الإنجليزي 2001–02 (بالإنجليزية: 2001–02 FA Cup)‏ هو الموسم 121 من  كأس الاتحاد الإنجليزي. الذي يشرف على تنظيمه الاتحاد الإنجليزي لكرة القدم، وفاز فيه نادي أرسنال.